# Radulja
Radulja je 33 kilometrov dolga reka in levi pritok reke Krke na Dolenjskem, ki izvira na skrajnem severozahodu Debenškega hribovja na nadmorski višini 510 m. Voda priteče na dan iz krednih lapornatih apnencev in starotriadnih karbonatno-silikatnih kamnin. Do Bitnje vasi ima potok dokaj strm padec, tam pa se njegov tok umiri. Najpočasneje in v velikih okljukih teče Radulja med Štatenberkom in Gostinco, kjer pogosto tudi poplavlja. Nato potok zaide v ozko deber med Homskim hribom in gričem, na katerem stojijo ostanki gradu Klevevž; tam se nahaja tudi naravna toplica-izvir Klevevž. Tam ustvari prebojno sotesko z več strmci in manjšimi slapiči. Na dnu soteske se Radulja v manjši akumulaciji ponovno umiri, njen tok pa se obrne za 180 stopinj v smeri Krškega polja. V Krko se izliva vzhodno od Dobrave pri Škocjanu. Ob Radulji so se naselili bobri in zgradili nekaj bobrišč.